# Pandanus corniferus
Pandanus corniferus är en enhjärtbladig växtart som beskrevs av Harold St.John 1962. Pandanus corniferus ingår i släktet Pandanus och familjen Pandanaceae. Den förekommer på ön Tré i södra Vietnam och inga underarter finns listade.